# Município de Greenville (condado de Darke, Ohio)
O município de Greenville (em inglês: Greenville Township) é um município localizado no condado de Darke no estado estadounidense de Ohio. No ano de 2010 tinha uma população de 17613 habitantes e uma densidade populacional de 118,29 pessoas por km².

## Geografia
O município de Greenville encontra-se localizado nas coordenadas 40° 06′ 57″ N, 84° 38′ 23″ O. Segundo a Departamento do Censo dos Estados Unidos, o município tem uma superfície total de 148.9 km², da qual 148.35 km² correspondem a terra firme e (0.37%) 0.55 km² é água.

## Demografia
Segundo o censo de 2010, tinha 17613 pessoas residindo no município de Greenville. A densidade populacional era de 118,29 hab./km².